# サバリマラ寺院
サバリマラ寺院（サバリマラじいん Sabarimara, サンスクリット語:शबरीमलै）は、インド南部、ケララ州の山間部にあるヒンドゥー教寺院。
シヴァの3番目の息子であるアイヤッパが主神の寺院。このためサバリマラ・アイヤッパ寺院とも言う。一般には、4月および11月から1月にかけ例祭の期間のみ公開され、この期間は300万人から400万人といった規模の巡礼者が詰めかける。2011年1月14日には、寺院から帰る巡礼者が将棋倒しとなり、102人が死亡する事故が起きた。
入場者のカースト制限は無いが、10歳から50歳の女性は、月経期間で不浄であるとの考えから、入場が制限を受けてきた。なお2018年9月にインド最高裁判所が入場禁止を覆す判決を出した。その後、参拝しようとする女性と、反対するヒンズー教保守派の対立が続いた。2019年1月2日、警官に護衛された女性2人が足を踏み入れたことで、地元や首都ニューデリーにある州事務所周辺で暴動が発生した。この参拝は、インド共産党が与党の州政府の支援を受けて行われたが、事後もヒンズー教保守派の反発は強く、女性2人は警察の保護下に置かれた。    